# Nathalie Dupree
Nathalie Dupree   (23 de desembre de 1939 - 13 de gener de 2025) va ser una escriptora, xef de cuina i presentadora de programes de televisió sobre cuina estatunidenca. El seu treball es va centrar en la cuina d'Amèrica del Sud. Va ser la primera dona des de Julia Child a presentar més d'un centenar d'episodis de cuina a la televisió pública. El seu primer programa, New Southern Cooking with Nathalie Dupree, va ser seguit per vuit sèries més.

## Primers anys
Nathalie Evelyn Meyer va néixer a Hamilton, Nova Jersey, el 23 de desembre de 1939, filla d'Evelyn Cook i de l'oficial de l'exèrcit Walter G. Meyer. Després del divorci dels seus pares, va créixer amb la seva mare a Virgínia i a Texas. Mentre estava a la universitat es va fer políticament activa per primera vegada, en la campanya presidencial de John F. Kennedy. A finals de la dècada del 1960, Nathalie i el seu marit David Dupree es van traslladar a Londres, on va rebre classes a l'escola de cuina Le Cordon Bleu de Londres, obtenint un certificat de l'escola.

## Carrera culinària
Després dels seus estudis de cuina, Dupree va treballar en la cuina d'un restaurant de Mallorca. Més tard es va establir a l'estat nord-americà de Geòrgia, a principis de la dècada del 1970, obrint el restaurant "Nathalie's", que es trobava a la part posterior d'una botiga d'antiguitats a Social Circle, Geòrgia. A Nathalie's, Dupree va aplicar tècniques de cuina francesa a la cuina tradicional d'Amèrica del Sud. Durant la dècada de 1970, Dupree es va convertir en la directora d'una escola de cuina als grans magatzems Rich d'Atlanta, donant formació a més de 10.000 estudiants durant una dècada d'ensenyament.
Dupree va ser l'autora de 15 llibres de cuina, venent prop d'un milió de còpies, i l'amfitriona de més de 300 programes de cuina nacionals i internacionals, que s'emeten des de 1986 a PBS, The Food Network i The Learning Channel. El seu programa de PBS New Southern Cooking with Nathalie Dupree i el llibre de cuina associat van portar Dupree a la prominència regional i nacional, establint-la com una figura culinària influent. Va aparèixer moltes vegades als programes de televisió Today i Good Morning America. Va guanyar un ampli reconeixement pel seu treball, incloent-hi quatre premis James Beard com ara "Who's who in American Cuisine", "Grande Dame of Les Dames d'Escoffier" i nombrosos altres premis. Era ben coneguda per aportar tècniques culinàries a la cuina tradicional del sud, popularitzant els aliments del sud com una cuina rellevant i seriosa.
Va ser fundadora i presidenta dues vegades de l'Associació Internacional de Professionals Culinaris, fundadora i copresidenta del South Chapters of Les Dames d'Escoffier d'Atlanta i Charleston i presidenta fundadora del Charleston Food and Wine Festival.
Dupree va organitzar una campanya contra el senador en funcions Jim DeMint a les eleccions al Senat del 2010 a Carolina del Sud. Va expressar la voluntat de treballar al costat de la senadora de Carolina del Sud Lindsey Graham.
Nathalie es va casar, després del seu divorci de David Dupree, amb Jack Bass, historiador i autor, i van residir a Raleigh, Carolina del Nord. Nathalie va morir a Raleigh el 13 de gener de 2025, a 85 anys.

## Llibres
- Nathalie Dupree Cooks for Family and Friends ISBN 0688097677, William Morrow & Co (1 de gener de 1991)
- Nathalie Dupree’s Matters of Taste ISBN 0394578511, Alfred A. Knopf (3 de març de 1992)
- Nathalie Dupree Cooks Great Meals For Busy Days ISBN 0517597349, Clarkson Potter (31 de maig de 1994)
- Nathalie Dupree Cooks Everyday Meals From A Well-Stocked Pantry: Strategies for Shopping Less and Eating Betterr ISBN 0517597357, Clarkson Potter (24 de gener de 1995)
- Nathalie Dupree Cooks Quick Meals For Busy Days: 180 Delicious Timesaving Recipes ISBN 0517597365, Clarkson Potter (20 de febrer de 1996)
- New Southern Cooking ISBN 9-780-8203-2630-6, Premsa de la Universitat de Geòrgia (5 d'abril de 2004)
- Nathalie Dupree's Southern Memories Recipes and Reminiscences ISBN 9-780-8203-2601-6, University of Georgia Press (5 d'abril de 2004)
- Mastering the Art of Southern Vegetables ISBN 978-1423637387, Gibbs-Smith 2013
- Mastering the Art of Southern Cooking, ISBN 9781423602750, Gibbs-Smith 2012
- Nathalie Dupree's Comfortable Entertaining At Home with Facility and Grace ISBN 9-780-8203-4513-0, Premsa de la Universitat de Geòrgia (1 d'abril de 2013)
- Nathalie Dupree's Shrimp and Grits*, ISBN revisat 1423636651, Gibbs Smith; Edició revisada. edició (1 de maig de 2014), coautora Marion Sullivan